# Distrofia corneale maculare
La distrofia corneale maculare (in sigla MCD) è una malattia autosomica recessiva in cui le opacità progressive nella cornea possono portare ad un grave deficit visivo o alla perdita della vista.
È una condizione patologica rara caratterizzata da un anormale deposito di glicosamminoglicani nello stroma corneale.
Nonostante sia classificata come distrofia stromale, la MCD coinvolge anche la membrana di Descemet e l'endotelio corneale.
Descritta per la prima volta da Arthur Groenouw nel 1890,  è chiamata anche "distrofia di Groenouw tipo II" o "distrofia corneale di Fehr"  dal nome del oftalmologo tedesco Oskar Fehr (1871-1959).

## Epidemiologia
La prevalenza della MCD non è nota.  Non è stata segnalata alcuna predilezione sessuale.
Sebbene relativamente rara sono stati segnalati casi in tutto il mondo. La distrofia corneale maculare è maggiormente prevalente in India, Arabia Saudita, Islanda e parti degli Stati Uniti. In alcune comunità la prevalenza raggiunge 1 su 500 abitanti.

## Eziopatogenesi
La malattia è di origine genetica e viene trasmessa secondo uno schema autosomico recessivo.
Studi genetici molecolari sulla MCD hanno portato alla mappatura del gene MCD e successivamente all'identificazione delle mutazioni del gene carboidrati 6-solfotransferasi  ( CHST6 ), che codificherebbe la N-acetil glucosamina 6-solfotransferasi corneale, come responsabili della maggior parte dei casi di MCD.
Il difetto nella funzione di questo enzima sarebbe la causa dei depositi anomali di glicosamminoglicani e la MCD può essere considerata una mucopolisaccaridosi localizzata.
Più di 125 mutazioni del gene CHST6, nel cromosoma 16 locus q22, sono state identificate in soggetti con MCD di diversi paesi (Gran Bretagna, Francia, Islanda, India, Italia, Giappone, Arabia Saudita, Stati Uniti, Iran, Cina, Repubblica Ceca, Turchia, Vietnam, Sud Africa).
Una marcata eterogeneità allelica del gene CHST6 è stata documentata in diverse popolazioni in tutto il mondo. Non tutti i casi di MCD possono essere spiegati da mutazioni nella regione codificante del CHST6.
Secondo la presenza e la distribuzione di epitopi del cheratan solfato nel siero e nella cornea, la MCD può essere classificata in 2 immunofenotipi, indistinguibili dai sintomi: tipo I e II.
Nella MCD tipo I vi è un'assenza di cheratan solfato nella cornea, nel siero e nella cartilagine.  Nella MCD tipo II, il cheratan solfato antigenico presenta livelli normali o leggermente ridotti nel siero e una reattività immunoistochimica nello stroma corneale, cheratociti, membrana di Descemet e cellule endoteliali. Un terzo immunofenotipo (MCD tipo Ia) è caratterizzato da un'assenza o da un livello molto basso di cheratan solfato antigenico nel siero, accompagnata da una reattività rilevabile nei cheratociti.
Gli accumuli di glicosamminoglicani si verificano all'interno dei cheratociti e dell'endotelio corneale, risparmiando l'epitelio corneale. Accumuli analoghi, ma extracellulari si verificano nello stroma corneale e nella membrana di Descemet.

## Clinica
I primi cambiamenti corneali sono visibili nei primi 10 anni di vita.
Una significativa riduzione della vista di solito si manifesta entro i 20-40 anni.  Nel tempo, le aree non trasparenti si uniscono progressivamente e l'intero strato corneale diventa gradualmente offuscato, causando gravi problemi alla vista, di solito prima dei 50 anni. Le opacità corneali bilaterali si estendono progressivamente attraverso l'intero spessore dello stroma corneale, centrale e periferico. Lo stroma corneale è più sottile del normale. La membrana di Descemet presenta piccole escrescenze (guttae). I soggetti affetti possono sviluppare una diminuzione della sensibilità corneale. Il dolore agli occhi a causa di erosioni corneali è raro ed è molto meno comune rispetto a quello associato ad altre distrofie corneali. Le caratteristiche cliniche del MCD sono simili al coinvolgimento corneale riscontrato nelle mucopolisaccaridosi sistemiche, come la mucopolisaccaridosi di tipo IH e IS.

## Diagnosi
Le distrofie maculari non possono essere distinte sulla base di caratteristiche cliniche. L'indagine istologica può individuare gli accumuli di collagene, ravvicinati in modo anormale a livello delle lamelle corneali e un’anomala aggregazione dei glicosamminoglicani che colorano con Alcian blu o ferro colloidale.

## Trattamento
I pazienti sintomatici possono beneficiare della cheratectomia fotorefrattiva con laser a eccimeri quando la maggior parte dell'opacità è superficiale o, più comunemente, della cheratoplastica penetrante o del trapianto di cornea. È stato riportato che la malattia può ripresentarsi, dopo molti anni, nella cornea trapiantata.